# محمد علي أراكي
محمد علي أراكي (بالفارسية: محمدعلی اراکی) هو عالم عقيدة إيراني، ولد في 1895 في آراك في إيران، وتوفي في 24 نوفمبر 1994 في قم في إيران.

## التدريس والطلاب
التدريس: النكاح، مكاسب المحرم، البيع، الخيارات، الطهارة، الإيجار، وخارج الأصول. بعض طلاب اراكي هم: سيد محسن خرازي، مهدي شهابدي، محمد تقي ستوده، أبو الحسن مصلحي، محيي الدين شيرازي، سيد محمد باقر خنساري، محمد حسين مسجد جامعي، علي كريمي جهرمي، رضا الأسطادي، عليانة اشيدحرمي. فاشد محمد باقر.